# 葛树屏
葛树屏（1880年—1959年）字凯亭，安徽省蒙城县岳坊乡葛大庄人。中华民国军事将领。

## 生平
清光绪二十三年（1897年），葛树屏来到西阳集开办饭店、摆货摊。光绪二十六年（1900年），葛树屏投淮军，进入学兵连，后入东北讲武堂。后来，他历任司务长、排、连、营、团长。民国11年（1922年），升任第十二混成旅旅长。民国12年（1923年），葛树屏部驻守郑州，葛树屏曾代表吴佩孚同参加二七大罢工的京汉铁路工人代表康小八进行淡判，双方让步，使问题和平解决。1923年12月4日，大总统曹锟授其为将军府斐威将军。
民国16年（1927年），葛树屏任直系第三路军军长。后来，葛树屏出任冯玉祥部西北军高参，河北省议会参议员。抗日战争期间，亲日本傀儡政府曾请他出任河北省的道尹，被他拒绝。民国28年（1939年）秋，葛树屏返回家乡，定居蒙城县城。民国29年（1940年），蒙城县县长袁传璧捕杀中国共产党人，葛树屏冒着危险保护了执行秘密任务的中国共产党党员张衡山。
中华人民共和国成立初期，葛树屏曾捐献1500多公斤红芋以救济灾民。1951年土地改革时，葛树屏自动交出了五大财产（粮食、土地、房屋、耕畜、农具），迁居泰山乡务农，自食其力。1958年，葛树屏当选为蒙城县人民代表大会代表。
1959年，葛树屏病逝。